# PIAS Entertainment Group
[PIAS] Entertainment Group – firma, głównie rozpoznawana jako muzyczna, z siedzibą w Brukseli.

## Historia
(źródło:)
Początki istnienia firmy sięgają września 1981, gdy Kenny Gates i Michel Lambot spotkali się w sklepie muzycznym "Casablanca Moon", należącym do tego drugiego.
Gdy w czerwcu 1982 sklep ten został zamknięty, zaczęli oni planować założenie firmy zajmującej się importem nagrań muzycznych do Belgii. Działalność rozpoczęli w październiku 1982, w Brukseli. 
W marcu 1983 firma została zarejestrowana jako Play It Again Sam, a jej działalność obejmowała już bardziej dystrybucję niż import. W tym mniej więcej czasie do firmy dołączył Philippe Saussus w charakterze księgowego.
W 1984 rozpoczęła działalność wytwórnia Play It Again Sam Records (obecne [PIAS] Recordings).
W 1988 [PIAS] utworzyło firmę dystrybucyjną w Wielkiej Brytanii, w 1989 w Holandii, w 1994 we Francji, w 1998 w Niemczech oraz w 2001 w Hiszpanii.
Od stycznia 2008 firma funkcjonuje jako [PIAS] Entertainment Group.

## Dystrybucja
Dystrybucja obejmuje następujące kraje: Australię, Austrię, Belgię, Francję, Grecję, Hiszpanię, Holandię, Irlandię, Japonię, Niemcy, Polskę, Portugalię, Skandynawię, Stany Zjednoczone, Szwajcarię, Wielką Brytanię oraz Włochy.
Dystrybucją [PIAS] w Polsce zajmuje się I-Sound (Isound Labels).
Oddział [PIAS] International Distribution ma swoją siedzibę w Londynie.

## Wytwórnie płytowe
Wytwórnie płytowe należące do [PIAS] Entertainment Group:
- [PIAS] Recordings
  - DIFFERENT

Niezależne wytwórnie płytowe współpracujące na zasadzie aliansu z [PIAS] Entertainment Group:
- Wall of Sound
- FCommunications (FCOM)

## Licencje
(główne źródło:)
[PIAS] wydało na licencji z prawem wyłączności nagrania zespołów takich jak: Placebo, Oasis, Editors, Garbage, Morcheeba, Muse, I Am Kloot, Nouvelle Vague, Sigur Rós oraz Zero 7.